# Rózsa Darázs
Rózsa Darázs, née le 3 novembre 1987 à Jászberény, est une patineuse de vitesse sur piste courte hongroise. Elle est la sœur de Péter Darázs.

## Biographie
Elle participe aux épreuves de patinage de vitesse sur piste courte aux Jeux olympiques de 2006, de 2010 et de 2014. Son équipe est cinquième aux Jeux olympiques de 2010 et sixième aux Jeux olympiques de 2014.